# Zoran Lutovac
Zoran Lutovac   (Belgrad, 7 d'agost de 1964) és un polític serbi, president del Partit Democràtic des del 1996 i exdiplomàtic. Va ser ambaixador de Sèrbia a Montenegro entre 2008 i 2013.